# Elizabeth Anscombe
Gertrude Elizabeth Margaret Anscombe (18. března 1919 Limerick – 5. ledna 2001 Cambridge), přechýleně Anscombová či Anscombeová, byla britská katolická filosofka, přední analytická filosofka 2. poloviny 20. století, profesorka filosofie na University of Cambridge (v letech 1970–1986). Známá byla jako Elizabeth Anscombe či G. E. M. Anscombe. Byla významnou osobností hnutí pro-life a katolické morální filosofie.
Se svým manželem, filosofem Peterem Geachem (* 1916, další Wittgensteinův žák), měla sedm dětí: tři syny a čtyři dcery.

## Život a kariéra
Absolvovala klasická studia a filosofii na St. Hugh's College v Oxfordu (1937–1941). Pokračovala ve studiu filosofie na Newnham College (Cambridge).
Byla žačkou Ludwiga Wittgensteina a později uznávanou znalkyní a překladatelkou jeho díla do angličtiny. Wittgenstein ji ve své závěti určil za správkyni literární pozůstalosti. Vysoce ceněn je zejména její překlad díla Filosofická zkoumání.
V roce 1941 se vdala za dalšího Wittgensteinova žáka Petera Geache, s nímž měla sedm dětí. Za druhé světové války ostře protestovala proti kobercovým náletům na německá města a použití atomových bomb proti Japonsku, protože to považovalo za neslučitelné se zásadami spravedlivého vedení války.
Její dílo se soustředilo na filosofii mysli, jednání, logiky a jazyka a etiku. Ve svém článku Modern Moral Philosophy, publikovaném v roce 1958 v žurnálu Philosophy , zavedla do řeči analytické a morální filosofie pojem consequentialism (konsekvencionalismus). Za její nejvlivnější dílo je považována monografie Intention (Intence).
V roce 1948 se střetla v diskusi s předním anglikánským křesťanským apologetou C. S. Lewisem nad některými body jeho díla. Lewis byl její kritikou a svou neschopností obhájit své názory v diskusi s ní tak zdrcen, že se další čistě apologetické tvorby vzdal. Paradoxní na celé věci je, že Anscombe sama vnímala celou diskusi pouze jako příležitost k probrání a vytříbení slabších částí jeho díla a jeho apologetických prací si velmi vážila.
V 60. a 70. letech 20. století se stala významnou osobností britského protipotratového hnutí a obhájkyní katolického morálního učení. Spolu se svými dvěma dcerami se účastnila protestních akcí před interrupčními klinikami, za což byly zatčeny a stíhány.
Její esej Contraception and Chastity (Antikoncepce a čistota) z roku 1972 náleží mezi klasické texty obhajující učení encykliky Humanae vitae a zároveň představuje jeden z nečetných případů důsledně filosoficky argumentované sexuální etiky.

### Výběrová bibliografie (v angličtině)
- Intention (1957), ISBN 978-0-674-00399-6
- An Introduction to Wittgenstein's Tractatus (1959), ISBN 978-1-890318-54-3
- Three Philosophers (1961)
- Causality and Determination (1971), ISBN 0-521-08304-4
- Times, Beginnings and Causes (1975), ISBN 0-19-725712-7
- The Collected Philosophical Papers of G. E. M. Anscombe (3 vols., 1981):
  1. From Parmenides to Wittgenstein, ISBN 0-631-12922-7
  2. Metaphysics and the Philosophy of Mind, ISBN 0-631-12932-4
  3. Ethics, Religion and Politics, ISBN 0-631-12942-1
- Human Life, Action and Ethics: Essays Archivováno 2. 7. 2016 na Wayback Machine. (2005), ISBN 1-84540-013-5

- Faith in a Hard Ground. Essays on Religion, Philosophy and Ethics Archivováno 13. 5. 2016 na Wayback Machine. (2008) ISBN 978-1-84540-121-4